# 獣脚類
獣脚類（じゅうきゃくるい、学名: Theropoda）は、竜盤類に属する恐竜の一群である。
獣脚類の恐竜は二足歩行を行い、ティラノサウルスのような陸生肉食動物史上最大級の体躯を誇る大型肉食恐竜、および、ヴェロキラプトルのような軽快な身体つきをした小型肉食恐竜を含む多様なグループである。食性においては肉食のものが多いが、魚食を主にしたものや雑食、植物食になったものなど多様な生態をもった。恐竜の中でもとりわけ多様性に富むグループであり、とりわけローラシア大陸とゴンドワナ大陸では全く異なる進化を遂げて生態系を彩っていた。
また、鳥類の祖先も獣脚類に属する原鳥類から進化した（鳥類の起源）。そのため獣脚類は鳥類をも含む分類群でもある。
獣脚類の多くは羽毛を有していたことが近年の中国東北部やモンゴルなどからの羽毛恐竜の相次ぐ発見から分かってきた。初期の羽毛は単純な構造であり、進化の過程により複雑化していったとされる。元々の羽毛の機能は飛翔ではなく、保温やディスプレイ等であったのではないかとされる。
獣脚類は、いわゆる恐竜時代の初期からその終末まで全世界で繁栄し、鳥類を含めるならば、現在に至るまで繁栄を続ける恐竜の分類群である。
鳥類は、古いリンネ式分類では生物学的分類目の鳥綱 (class Aves) に分類されていた。系統分類では鳥綱を恐竜である獣脚類の系統群に分類している。

## 分類体系
- 有羊膜類 Amniota
  - 竜弓類 Sauropsida
    - 爬虫類 Reptilia
      - 双弓類 Diapsida
        - 主竜形類 Archosauromorpha
          - 主竜類 Archosaurs
            - 恐竜 Dinosauria
              - 竜盤類 Saurischia
                - 獣脚類 Theropoda ★

異論：2017年に発表されたオルニトスケリダ仮説では、獣脚類は竜盤類に属する竜脚形類よりも鳥盤類に近縁であるとして、獣脚類と鳥盤類で構成される分岐群であるオルニトスケリダの存在を提唱している。この仮説では、オルニトスケリダは竜盤類と同位の分岐群であり、恐竜はこの2つの分岐群で構成される上位の分岐群であるとする。また、恥骨が後ろを向くという鳥盤類の特徴は、オルニトスケリダと竜盤類が分岐した後に、オルニトスケリダ内で生じた派生形質であるとしている。

## 下位系統
獣脚類
- ?スタウリコサウルス類 Staurikosauridae
  - スタウリコサウルス Staurikosaurus
- ?ヘレラサウルス類 Herrerasauria
  - ヘレラサウルス Herrerasaurus
- ?グアイバサウルス類 Guaibasauridae
  - グアイバサウルス Guaibasaurus
- 新獣脚類 Neotheropoda
  - ?コエロフィシス類 Coelophysoidea
    - コエロフィシス類 Coelophysidae
      - コエロフィシス Coelophysis
      - プロコンプソグナトゥス Procompsognathus

    - ディロフォサウルス類 Dilophosauridae
      - ディロフォサウルス Dilophosaurus

  - ケラトサウルス類 Ceratosauria
    - バハリサウルス類 Bahariasauridae
      - バハリサウルス Bahariasaurus

    - ケラトサウルス類 Ceratosauridae
      - ケラトサウルス Ceratosaurus

    - アベリサウルス類 Abelisauroidea
      - アベリサウルス類 Abelisauridae
        - アベリサウルス Abelisaurus
        - カルノタウルス Carnotaurus
        - マジュンガサウルス Majungasaurus

      - ノアサウルス類 Noasauridae
        - ノアサウルス Noasaurus
        - エラフロサウルス Elaphrosaurus

  - テタヌラ類 Tetanurae
    - アヴィテロポーダ類 Avetheropoda
      - カルノサウルス類 Carnosauria
        - メガロサウルス類 Megalosauroidea
          - ピアトニッキサウルス類 Piatnitzkysauridae
            - ピアトニッキサウルス Piatnitzkysaurus

          - メガロサウルス類 Megalosauridae
            - メガロサウルス Megalosaurus
            - エウストレプトスポンディルス Eustreptospondylus
            - アフロヴェナトル Afrovenator

          - スピノサウルス類 Spinosauridae
            - スピノサウルス Spinosaurus
            - バリオニクス Baryonyx

        - アロサウルス類 Allosauroidea
          - メトリアカントサウルス類 Metriacanthosauridae
            - メトリアカントサウルス Metriacanthosaurus

          - アロサウルス類 Allosauridae
            - アロサウルス Allosaurus

          - ネオヴェナトル類 Neovenatoridae
            - ネオヴェナトル Neovenator

          - カルカロドントサウルス類 Carcharodontosauridae
            - カルカロドントサウルス Carcharodontosaurus

      - コエルロサウルス類 Coelurosauria
        - コンプソグナトゥス類 Compsognathidae
          - シノサウロプテリクス Sinosauropteryx - 白亜紀前期

        - ティラノサウルス類 Tyrannosauroidea
          - プロケラトサウルス類 Proceratosauridae
            - プロケラトサウルス Proceratosaurus

          - コエルルス類 Coeluridae
            - コエルルス Coelurus

          - ティラノサウルス類 Tyrannosauridae
            - ティラノサウルス Tyrannosaurus
            - アルバートサウルス Albertosaurus

        - オルニトミモサウルス類 Ornithomimosauria
          - オルニトミムス類 Ornithomimidae
            - オルニトミムス Ornithomimus
            - ストルティオミムス Struthiomimus
            - ガリミムス Gallimimums

        - マニラプトル類 Maniraptora
          - アルヴァレスサウルス類 Alvarezsauridae
            - モノニクス Mononykus

          - テリジノサウルス類 Thurizinosauridae
            - テリジノサウルス Thurizinosaurus
            - セグノサウルス Segnosaurus

          - オヴィラプトル類 Oviraptoridae
            - オヴィラプトル Oviraptor
            - 原始祖鳥 Protarchaeopteryx

          - 原鳥類 Paraves
            - デイノニコサウルス類 Deinonychosauria
              - ドロマエオサウルス類 Dromaeosauridae
                - デイノニクス Deinonychus
                - ヴェロキラプトル Velociraptor
                - シノルニトサウルス Sinornithosaurus - 白亜紀前期

              - トロオドン類 Troodontidae
                - トロオドン Troodon
                - メイ Mei

            - 鳥群 Avialae
              - 始祖鳥 Archaeopteryx - ジュラ紀後期
              - コンフシウソルニス Confuciusornis - 白亜紀前期
              - エナンティオルニス類 Enantiornithes - 白亜紀
              - 真鳥類 Ornithurae
                - ヘスペロルニス Hesperornis
                - 新鳥類 Neornithes = 鳥類 Aves

## 前肢
肉食性のティラノサウルス上科やカルノサウルス類では前肢の力が強く、これは彼らが獲物を腕で拘束していた事を示している。一方で雑食ないし植物食のオルニトミモサウリアの前肢は貧弱だった。しかし全ての雑食および植物食獣脚類の前肢が貧弱だったわけではなく、例えばテリジノサウルス類は強靭な前肢を備えており、これは採食や闘争に使われたと見られている。

### 可動性
従来、獣脚類の前肢は手をダラリと幽霊のように下げた復元をなされてきた（人間で言えば手の甲が前に向く）。例えば『ジュラシック・パーク』で描かれたヴェロキラプトルは、そうした手でドアノブを器用に回している。
しかし近年の研究により、獣脚類の前肢は、もっぱら“前へ倣え”や拍手に近い並行的な向きに伸びていた事が明らかにされた（手の甲が外側側面に向く）。どうしても手の甲を前へ向けたい場合、肘は外へ突きだす(腕立て伏せに近い)ようになる。このような動きは、おそらく地面から身体を起こす際に用いられたと思われ、実際それを示唆する足跡化石も2009年に報告されている。

## 後肢（疾走能力）
多くの獣脚類は細長く筋肉質な後肢を備えており、テリジノサウルス類などの例外を除き、程度の差はあれ敏捷に活動していたと考えられている。中国内モンゴル自治区オトグ地域の白亜紀の地層から発掘された足跡化石に基づく推定によれば、中型獣脚類が時速45キロメートル(41±4.9km)で走行していた可能性がある。

## 食性
少なくないエラフロサウルス科やマニラプトル形類は雑食ないし植物食だったものの、獣脚類は概ね広義の肉食性(昆虫食や魚食、死肉食を含む)だった。また古典的な考え方に基づくコエルロサウルス類とカルノサウルス類では、前者が敏捷性や知能に長ける小型捕食動物であり、後者は巨体による怪力に長けた大型捕食動物だと考えられてきた。しかし現在では現生のオオトカゲやオオカミなどの研究、そしてアルバートサウルスやマプサウルスの集団化石(ボーンベッド)を踏まえ、後者にも一定の社会性があった可能性が指摘されている。なお大型獣脚類であっても幼少期は当然のように小型だったため、容易に捕獲できる小動物を主な餌とし、時には死肉をも漁っていた。
しばしば大型獣脚類では、その食性がスカベンジャーだったのかハンターだったのか、が議論の的となる。だがそれを確かめるのは容易ではなく、また通常の捕食動物であれば両刀使いとなるのが普通である。

## 習性
多くの獣脚類、とりわけ大型獣脚類では、他の獣脚類と争った痕跡が頭骨に残されている。この事から、獣脚類は現在のワニのように、互いの頭部を噛み合っていた事がわかる。